# Радзыньский повет
Радзыньский повет (пол. Powiat radzyński) — повет (район) в Польше, входит как административная единица в Люблинское воеводство. Центр повета — город Радзынь-Подляски. Занимает площадь 965,21 км². Население — 60 287 человек (на 31 декабря 2015 года).

## Административное деление
- города: Радзынь-Подляски, Чемерники
- городские гмины: Радзынь-Подляски
- городско-сельские гмины: Гмина Чемерники
- сельские гмины: Гмина Борки, Гмина Конколевница, Гмина Комарувка-Подляска, Гмина Радзынь-Подляски, Гмина Улян-Маёрат, Гмина Вохынь

## Демография
Население повета дано на 31 декабря 2015 года.
| Перепись            | Всего  | Мужчины | Женщины |
| ------------------- | ------ | ------- | ------- |
| Всего               | 60 287 | 30 095  | 30 192  |
| Городское население | 16 010 | 7734    | 8276    |
| Сельское население  | 44 277 | 22 361  | 21 916  |